# کنستانتین پنجم
کنستانتین پنجم ملقب به کنستانتین کوپرونیموس(به یونانی: ′Κωνσταντίνος-Ε) (به‌معنای مزخرف نامیده‌شده) (زادهٔ ۷۱۸ - درگذشتهٔ ۱۴ سپتامبر ۷۷۵) امپراتور بیزانس از ۷۴۱ تا هنگام مرگش در ۷۷۵ بود. کنستانتین امپراتور و فرمانده‌ای توانمند بود با این حال اعتقاد او به شمایل‌شکنی سبب شد تا در دوران حکومتش فرمان اعدام راهبانی که مخالف نظر او بودند را صادر کند.

## زندگینامه

### آغاز امپراتوری
کنستانتین پسر لئون سوم، امپراتور وقت بیزانس بود که در ۷۲۰ با عنوان کنستانتین پنجم به‌عنوان امپراتور مشترک با پدرش تاج‌گذاری کرد و پس از مرگ لئوی سوم در ۷۴۱، امپراتور مستقل بیزانس شد. او که تا این زمان بیشتر وقتش صرف درگیری‌های نظامی و لشکرکشی علیه اعراب و بلغارها شده بود، پس از در دست گرفتن قدرت نیز بار دیگر در همان سال برای مقابله با تهدیدات مسلمان به مرزهای شرقی رفت.

### شورش آرتاباسدوس
در این زمان آرتاباسدوس، شوهر خواهر کنستانتین پنجم که پس از یاری رساندن به لئوی سوم برای تصاحب تخت امپراتوری با دختر او ازدواج کرده و از سوی او به فرمانداری اوپسیکیون، بزرگترین شهر نظامی و با اهمیت بیزانس در شمال‌شرقی آسیای صغیر در نزدیکی قسطنطنیه منصوب شده بود، علیه کنستانتین پنجم سر به شورش برداشت.
تئوفانس، تاریخ‌نگار بیزانسی در این باره می‌نویسد: «کنستانتین به‌منظور مقابله با اعراب به کراسوس در اوپسیکیون آمد و برای آرتاباسدوس که همراه با سپاهیانش در دوریلایون اردو زده بود پیامی فرستاد مبنی بر دلتنگی برای پسران او (خواهرزادگان خودش) و از آرتاباسدوس خواست تا آنان را پیش او بفرستد. در حالی که هدف کنستانتین از این درخواست به گروگان گرفتن پسران آرتاباسدوس بود. آرتاباسدوس که از این موضوع سخت رنجیده‌خاطر شده بود سر به شورش برداشت و بِسِر اشراف‌زاده را که به پیشواز او آمده بود را به بهانهٔ همفکربودن با مسلمانان کشت. پس کنستانتین اسبی زین‌شده را یافت و از آنجا به سوی آموریوم گریخت و مورد استقبال لانژینوس، فرماندار منطقهٔ نظامی آناتولی قرار گرفت.»
در روایت دیگری نیز آمده است که مسلمانان تا اوپسیسکیون پیش‌آمده بودند و کنستانتین برای مقابله با آنان به دشت‌های کراسوس رفت. او در آنجا به آرتاباسدوس که در دوریلیون بود فرمان داد تا با سپاهیان اوپسیکیون به او بپیوندد. اما آرتاباسدوس که ظاهراً از پیشتر درصدد خیانت بود به‌جای اطاعت از دستور علیه او شورید و خود را امپراتور خواند و چنان ناگهانی به نیروهای کنستانتین پنجم یورش برد که ارتش امپراتوری خیلی زود پراکنده شد و کنستانتین برای اسیر نشدن به تنهایی گریخت. در راه اسب او از شدت خستگی از پای درآمد اما کنستانتین اسب زین‌شدهٔ چاپاری را یافت و موفق شد خود را به آموریوم برساند.
پس از فرار کنستانتین به آموریوم در شهر نظامی آناتولیکون، جایی که پدرش پیشتر فرماندار آن بود  در قسطنطنیه چنین اعلام شد که او کشته شده است. سپس آرتاباسدوس که از حمایت روحانیون و مردم عادی طرفدار استفاده از شمایل‌های مذهبی قرار داشت در ۷۴۱ به‌عنوان امپراتور جدید بیزانس بر تخت نشست.

### بازگشت به قدرت
اما کنستانتین نیز از حمایت لشکریان موافق شمایل‌شکنی در آسیای صغیر برخوردار بود و در این مدت توانسته بود پایگاهی برای خود در آموریوم بر پا سازد. او در ۷۴۲ ارتشی را گردآورد که بیشتر از سربازان تراکیه‌ای و آناتولی تشکیل شده بود و به سوی کریسوپولیس حرکت کرد. کنستانتین امیدوار بود تا با این کارش گروهی نیز در قسطنطنیه به نفع او وارد عمل شود که چنین نشد و او دوباره به آمویوم بازگشت و زمستان را در آنجا سپری نمود. در بهار ۷۴۳ آرتاباسدوس برای بیرون راندن کنستانتین وارد عمل شد و به پسرش نیکه‌تاس فرمان داد تا سپاهیان ارمنی را نیز از جناح راست وارد پیکار با امپراتور جوان نماید. با این حال کنستانتین که فرماندهٔ نظامی توانمندی بود توانست با طرح نقشه‌ای بر آنان پیروز شود. او به‌جای عقب‌نشینی، سپاهیان خود را با چنان چابکی‌ای به جلو فراخواند که نیروهای در حال پیشروی آرتاباسدوس که گمان می‌کردند آنان آغازگر تهاجم خواهند بود با سربازان آماده به حملهٔ کنستانتین مواجه شدند.
کنستانتین نخست به ارتش آرتاباسدوس که از نظم و انسجام کمتری نسبت به سپاهیان نیکه‌تاس برخوردار بودند حمله برد زیرا پیروزی بر آنها را آسان‌تر می‌دید. این نبرد با پیروزی کنستانتین پنجم همراه بود و آرتاباسدوس از راه دریا به قسطنطنیه گریخت. کنستانتین سپس وارد جنگ با ارتش نیکه‌تاس شد و طی نبردی خونین در مُدرینا توانست او را نیز شکست دهد. او سپس به همراه بخشی از سپاهیانش به سوی قسطنطنیه حرکت کرد و به ناوگان شهر نظامی کیبیرایوت دستور داد تا راه‌های دریایی منتهی به پایتخت را مسدود نمایند. بدین ترتیب تمامی ارتباطات با یونان که یکی از پایگاه‌های مهم شمایل‌پرست‌ها بود قطع گردید.
کنستانتین سپس در سپتامبر ۷۴۳ قسطنطنیه را محاصره نمود و شهر که خود را برای چنین شرایطی آماده نکرده بود با خطر قحطی مواجه شد. با این حال او به مردم قحطی‌زدهٔ شهر اجازه داد تا در اردوگاه او پناه جویند. از سوی دیگر نیکه‌تاس تلاش کرد تا با جمع کردن باقیماندهٔ سپاهیان خود و پدرش به کنستانتین حمله کند اما بار دیگر از او شکست خورد و این‌بار دستگیر شد. کنستانتین او را در پای دیوارهای شهر به نمایش گذاشت و پس از آن در دوم نوامبر ۷۴۳ موفق به فتح قسطنطنیه گردید. آرتاباسدوس از راه دریا به دژ پیزانیتیس در اوپسیکیون گریخت اما چندی نگذشت که دستگیر شد. کنستانتین سپس فرمان به کور کردن چشمان آرتاباسدوس و پسرانش داد و برخی از حامیانشان را نیز اعدام نمود و خود بار دیگر با عنوان کنستانتین پنجم بر تخت امپراتوری بیزانس نشست.

### سیاست‌های خارجی
کنستانتین در زمینهٔ مسایل سیاسی و نظامی امپراتوری توانمند بود. در دههٔ ۷۴۰ خلفای اموی درگیر بحرانی داخلی شدند که در نهایت به سقوط آنها و تشکیل خلافت عباسیان انجامید. پس از روی کار آمدن عباسیان آنها پایتخت را از دمشق به بغداد (در نزدیکی ویرانه‌های تیسفون، پایتخت پیشین ساسانیان) منتقل کرده و توجهشان بیشتر معطوف نواحی شرقی گردید. این موضوع سبب شد تا از فشار و تهدیدات اعراب بر امپراتوری بیزانس کاسته شود و کنستانتین با استفاده از فرصت پیش‌آمده، به شمال سوریه یورش برد و ژرمانیکیه را تصاحب نمود. او همچنین با موفقیت تا ارمنستان و میان‌رودان نیز پیش رفت اما دیری نپایید که حملاتش دفع گردید.
با این حال توجه کنستانتین به مرزهای شرقی سبب شد تا او از مرزهای غربی امپراتوری در ایتالیا غافل بماند و همین امر، فرصت مناسبی را برای لمباردها فراهم آورد تا راونا، از مراکز قدرت بیزانس در ایتالیا را در ۷۵۱ به اشغال خود درآورند. بدین ترتیب امپراتوری بیزانس با از دست دادن راونا، نفوذ خود در شمال و مرکز ایتالیا را از دست داد و به‌طور غیرمستقیم سبب‌ساز اتحاد تاریخی فرانک‌ها با پاپ شد.

### دیدگاه‌های مذهبی
کنستانتین از نظر اعتقادی فردی متعصب و به‌شدت مخالف استفاده و تقدیس تصاویر و شمایل‌های مذهبی بود و بر شمایل‌شکنی تأکید داشت. این موضوع تا آنجا پیش رفت که او فرمان داد تا راهبانی که با نظر او مخالف بودند را اعدام نمایند. او همچنین حکم دستگیری و شکنجهٔ کسانی را که هنوز به پرستش شمایل‌ها می‌پرداختند را نیز صادر نمود.
با این حال اعدام‌هایی که از کنستانتین پنجم در چشم یونانیان و ایتالیایی‌ها یک هیولا ساخته بود در نظر جمع کثیری از مردم بیزانس، مبارزه با شرکت و بت‌پرستی‌ای تلقی می‌شد که مسیحیت آن را زشت و نادرست شمرده بود و همین موضوع سبب شده بود تا آنها کنستانتین را تا حد یک قدیس بالا برند.
از سوی دیگر تعصب مذهبی، موفقیت‌های سیاسی، شجاعت و توانایی‌های نظامی کنستانتین پنجم سبب شده بود تا او به معبود شمایل‌شکنانی بدل شود که پس از مرگش، آرامگاه او را زیارتگاهی مقدس می‌دانستند تا آنکه این آرامگاه به دست میخائیل سوم، امپراتور ارتدکسمذهب بیزانس تخریب شد.

### مرگ
کنستانتین در ۱۴ سپتامبر ۷۷۵ و به‌هنگام یکی از لشکرکشی‌هایش علیه بلغارستان درگذشت و پس از او پسرش با عنوان لئوی چهارم بر تخت امپراتوری بیزانس نشست.

## میراث

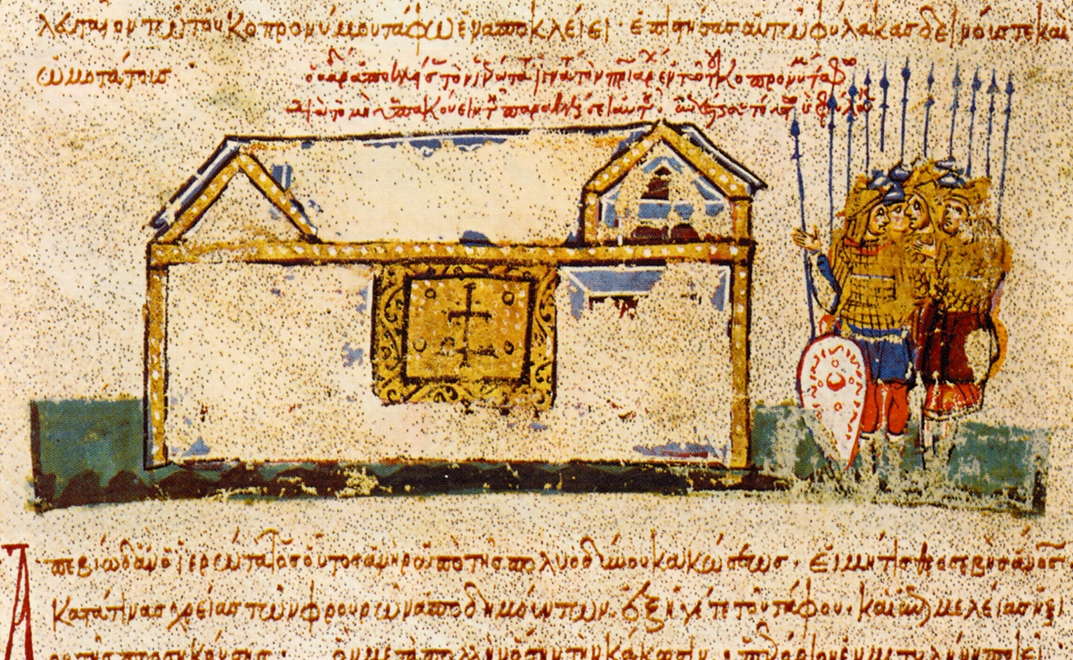
هجوم سربازان به مقبره کنستانتین

نام کنستانتین پنجم به عنوان امپراتوری قابل و مقتدر و فرماندهی موفق در تاریخ ثبت شده‌است، ولی خودرایی و بی‌رحمی نالازم او باعث شده‌است نویسندگان متاخر با دید منفی به او بنگرند.
پس از شکست مفتضحانهٔ بیزانس در برابر خان بلغارستان کروم در سال ۸۱۱ میلادی، سربازان گردان تگما (گردانی از سربازان نخبه در بیزانس که در زمان کنستانتین تاسیس شده بود) به مقبرهٔ او تهاجم بردند و از امپراتور مرده استغاثه کردند که دوباره آنان را رهبری کند.